# Kenotaph für Prinz Constantin von Sachsen-Weimar-Eisenach

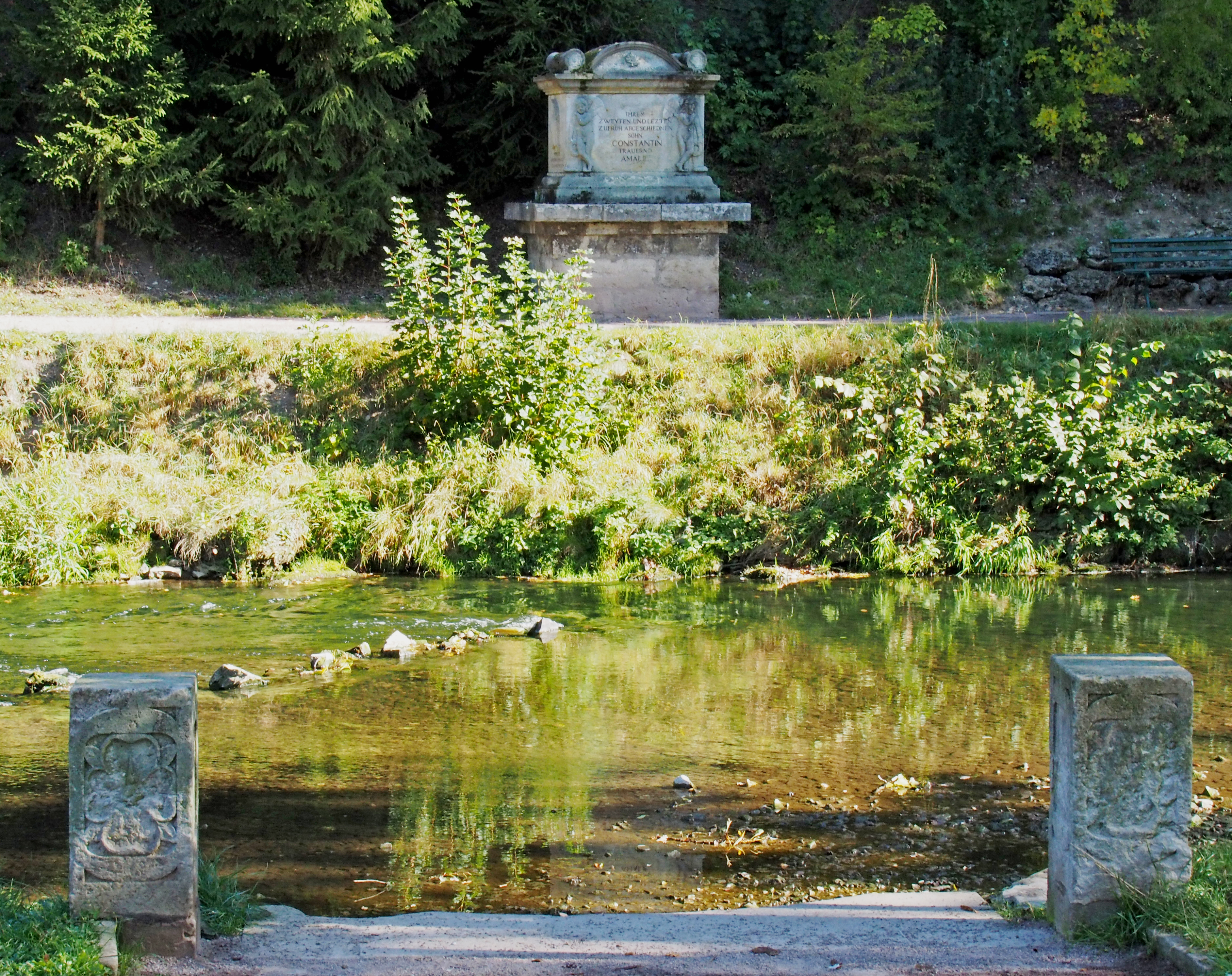
Kenotaph für Prinz Constantin von Sachsen-Weimar-Eisenach; von der Seite der „Fischerin“ gesehen

Der Kenotaph für Prinz Constantin von Sachsen-Weimar-Eisenach im Schlosspark Tiefurt wurde von Anna Amalia gestiftet. Dieser ist nach antikem römischen Vorbild von Sarkophagen gestaltet. Er entstand 1795. Er steht auf einem Travertinsockel. Die Widmungstexte auf der Front und auf den Seiten ist lakonisch kurz gehalten. Darin liegt Programm, weil nach Gerhard R. Kaiser so der Schmerz noch stärker Ausdruck bekommen konnte, als es wohlgeformte Distichen nicht könnten. Die Attribute an den Seiten verweisen auf den Stand von Constantin. An Attributen sind Geflügelte Knaben mit einem Kranz auf der Frontseite, einem antiken Streithelm und eine Lyra dargestellt.
Constantins wirkliches Grab befindet sich in der Georgenkirche in Eisenach.
Er steht auf der Liste der Kulturdenkmale in Tiefurt.